# Epigallokatekingallat

Strukturformel för epigallokatekingallat.

Epigallokatekingallat (EGCG) är en katekin och är den vanligast förekommande katekinen i te, i synnerhet grönt te. Det är en ester av epigallokatekol och gallussyra. Enligt en forskare är epigallokatekingallat en antioxidant som hjälper till att skydda huden mot UV-strålningsframkallade skador och tumörer. Andra studier har visat att EGCG kan göra elakartade hjärntumörceller mer känsliga för avlivning med hjälp av kemoterapiläkemedlet temozolomid. Detta gjordes i laboratoriet med odlade mänskliga hjärntumörceller; om EGCG kan uppnå denna effekt i hjärntumörpatienter återstår att undersökas. 
För närvarande utreds EGCG som en möjlig behandling av multipel skleros.
EGCG ingår som komponent i många kosttillskott. Det har gjorts forskning som undersöker gynnsamma effekter hos EGCG från grönt te vid behandling av HIV-infektion.